# Гражданская война в ЦАР (с 2012)
Гражданская война в Центральноафриканской Республике — вооружённый конфликт между правительством ЦАР и повстанцами (в основном мусульманами), многие из которых ранее участвовали в гражданской войне 2004—2007 годов. Повстанцы свергли президента Франсуа Бозизе, обвинив правительство в несоблюдении условий мирных соглашений, подписанных в 2007 году.
В средствах массовой информации участниками конфликта представлены мусульманская и христианская общины страны.

## Военные успехи повстанцев и мирное соглашение 2013 года
В декабре 2012 года восставшие захватили много крупных городов в центральной и восточной частях страны. Альянс повстанцев Селека включает в себя две главные группировки, базирующиеся на северо-востоке ЦАР: UFDR, CPJP, а также менее известную Wa Kodro Salute Patriotic Convention (CPSK). Ещё две группировки заявили о своей поддержке повстанцев: это Демократический фронт за народ Центральноафриканской республики и чадская группировка FPR. Обе они базируются на севере ЦАР. Представители всех перечисленных группировок, за исключением FPR и CPSK, подписывали мирное соглашение и соглашение о разоружении.
Чад, Габон, Камерун, Ангола, ЮАР и Республика Конго направили войска для помощи правительству ЦАР и сдерживания повстанцев на пути к столице ЦАР, городу Банги.
11 января 2013 года в столице Габона, городе Либревиль было подписано соглашение о прекращении огня. Повстанцы отказались от требования отставки президента ЦАР Франсуа Бозизе, в свою очередь он до 18 января должен был назначить представителя оппозиции на пост премьер-министра страны.
17 января премьер-министра Фостен-Арканжа Туадера сменил Николя Тиангэй — кандидат, названный оппозицией.

## Свержение президента Бозизе
В марте 2013 года повстанцы, обвинив Бозизе в нарушении предыдущих договоренностей, начали наступление на столицу страны.
22 марта повстанческая коалиция Селека захватила город Дамара. На следующий день повстанцы вошли в Банги. Франция направила войска для защиты международного аэропорта столицы.
24 марта 2013 года боевики повстанческой коалиции Селека заявили, что им удалось захватить президентский дворец. Президент Бозизе сбежал из захваченной повстанцами столицы страны в Демократическую Республику Конго, а затем в Камерун. Лидер повстанцев Мишель Джотодия объявил себя новым президентом страны. Он пообещал соблюдать январское соглашение о перемирии, нарушенное, по его словам, Бозизе, и сохранить пост премьер-министра за Тьянгайе.
Президент ЮАР Джейкоб Зума заявил по поводу действий солдат своей страны из миротворческого контингента в ЦАР: «Мы по-настоящему гордимся нашими солдатами. Около 200 из них противостояли бандитам численностью в 1000 человек». По его словам, в ходе боя было убито не менее 13 солдат из ЮАР, ещё 27 получили ранения. Взятие столицы ознаменовалось массовым грабежом и мародерством.

## Ситуация после переворота
К середине 2013 года обстановка в стране не стабилизировалась. По свидетельству наблюдателей ООН, «хотя в Банги безопасность несколько улучшилась, на остальной территории страны государства фактически нет. Отсутствует безопасность и законность, нет ни полицейских, ни прокуроров, ни судей. Всюду — бойцы „Селеки“, не получающие зарплату и занимающиеся грабежами и вымогательством. Большинство больниц и школ не функционируют, многие — разграблены».
В августе 2013 года стали поступать сообщения, что бойцы мусульманской Селеки опустошают христианские деревни, не трогая мусульманские.
В сентябре 2013 года были зафиксированы новые бои на севере страны. Одновременно поступали свидетельства о грабежах и похищениях людей, осуществляемых боевиками. Мусульманские вооружённые группы осуществляли убийства, грабежи, изнасилования, пытки и похищения людей, действуя, главным образом, против гражданских лиц — христиан. В ответ христиане начали создавать отряды самообороны (милиции) Антибалака (анти-мачете), которые начали осуществлять террор против мусульманского меньшинства.
2 ноября специальный советник ООН по предотвращению геноцидов Адама Динг заявил, что в ЦАР велик риск геноцида по религиозному признаку. По его словам, «мы наблюдаем, как вооружённые группы убивают людей, исходя из их религиозной принадлежности».

## Миротворческая операция «Сангарис»

### 2013 год
26 ноября 2013 года министр обороны Франции Жан-Ив Ле Дриан заявил о намерении Франции отправить в Центральноафриканскую республику около тысячи солдат на ближайшие полгода. Между тем премьер-министр ЦАР Николя Тиангэй заявил 25 ноября после переговоров в Париже, что Франция увеличит своё военное присутствие в стране в три раза. По его словам, Париж намерен отправить в ЦАР 800 солдат для поддержания мира в африканской стране. Таким образом, французский контингент составит 1,2 тысячи военных. Помимо французов в Центральноафриканской республике находятся 2,5 тысячи африканских миротворцев. В ООН считают, что этого будет недостаточно для обеспечения стабильности в ЦАР. По оценкам главы ООН Пан Ги Муна, туда необходимо отправить около девяти тысяч военных.
5 декабря 2013 года Совет безопасности Организации объединённых наций принял резолюцию, санкционирующую ввод французских войск и сил Африканского союза в Центральноафриканскую Республику. Мандат, выданный ООН, позволяет иностранным войскам применять силу для защиты гражданского населения. В тексте резолюции также содержится рекомендация ввести в ЦАР международный миротворческий контингент. Кроме того, Совет безопасности ввёл эмбарго на поставку оружия и обратился к генеральному секретарю ООН Пан Ги Муну с просьбой начать расследование массовых нарушений прав человека в ЦАР.
6 декабря, по заявлению министра обороны Франции Жан-Ива Ле Дриана, французская армия приступила к проведению военных операций на территории Центральноафриканской республики. По его словам в ЦАР действует контингент численностью в 1200 солдат и офицеров, которые уже приступили к патрулированию улиц Банги. К работе приступили и вертолётные патрули. По словам Ле Дриана, главной задачей французских войск является установление порядка и законности на улицах Банги и для этого будет проведён комплекс мер против вандалов, бандитов и мародеров. Ожидается, что вскоре к работе в ЦАР приступят ещё 800 военнослужащих из стран Африканского союза в дополнение к 2500, уже несущих дежурство в этой стране.
С введением французских войск межрелигиозный конфликт обострился с новой силой. Так, 5 декабря в окрестностях одной из мечетей города Банги были найдены тела 80 человек. На трупах обнаружены следы насильственной смерти: огнестрельные ранения и повреждения от ударов мачете. За три дня, с 5 по 8 декабря в Банги погибло около 400 мирных жителей. Чтобы прекратить насилие, Африканский союз в ближайшее время увеличит военный контингент в ЦАР до 6000 человек, а Франция — до 1600 человек.
10 декабря французские войска в Центральноафриканской республике начали операцию по разоружению боевиков, участвующих в межрелигиозных конфликтах. Французская операция получила название «Сангарис», по имени одного подвида местной яркой бабочки. Министр иностранных дел Франции Лоран Фабиус заявил, что в СМИ опубликовано обращение с требованием сдать оружие, если этот призыв не увенчается успехом, то будет применена сила. Фабиус добавил, что эта задача едва ли будет решаться быстро, поскольку мусульманская группировка «Селека» старается избегать столкновений с военными. Её бойцы сменили свою униформу на гражданскую одежду, поэтому вычислить их стало сложнее.
9 декабря глава Пентагона Чак Хейгел разрешил использование военно-транспортной авиации США для транспортировки вооружённых сил Франции и Африканского союза в Центральноафриканскую республику. Присоединиться к операции Чак Хейгел решил после просьбы министра обороны Франции Жан-Ива Ле Дриана. Транспортные самолёты будут перебрасывать французские и африканские вооружённые силы в ЦАР из Бурунди. Французская армия понесла первые потери. Двое французских военнослужащих погибли в городе Банги.
10 декабря в Банги прибыл французский президент Франсуа Олланд, который находился с визитом в ЮАР по случаю похорон экс-президента этой страны Нельсона Манделы. Главу государства сопровождал министр иностранных дел Франции Лоран Фабиус. Олланд поприветствовал французский контингент в ЦАР, а также почтил память погибших военнослужащих.
13 декабря пришло сообщение, что Африканский союз дополнительно отправит 3500 военных в Центральноафриканскую республику. Тем временем, гуманитарный кризис в ЦАР усиливается. По предварительным данным ООН, до 10 процентов от 4,6 миллиона жителей страны были вынуждены покинуть свои дома, и около миллиона нуждаются в продовольствии. ЮНИСЕФ доставил в республику 77 тонн продовольственной и гуманитарной помощи, которая, по словам представителей фонда, уже распределяется на месте. НКО располагают данными об использовании детей в вооружённом конфликте. Так, в организации «Спасите детей» (Save The Children) утверждают, что в группировках ЦАР сражаются не менее 6 тысяч несовершеннолетних. В городке Босангоа десятки тысяч беженцев-христиан живут во временном лагере, построенном на деньги местного церковного прихода. На расстоянии нескольких сотен метров — лагерь беженцев-мусульман. На общем фоне насилия в стране напряжение между различными религиозными группами остаётся чрезвычайно высоким.
Лидеры отрядов «христианского ополчения» заявляют, что намерены продолжать бороться за отстранение от власти президента-мусульманина Мишеля Джотодия. Вооружившись мачете и охотничьими ружьями, члены группировки в начале декабря предприняли штурм Банги, однако были выбиты оттуда отрядами мусульман. А затем в течение нескольких дней в ходе столкновений между мусульманами и христианами были убиты около шестисот человек с той и другой стороны. После чего около четверти населения столицы покинуло свои дома.
17 декабря министр иностранных дел Франции Лоран Фабиус сообщил, что в ближайшее время другие европейские страны отправят в ЦАР свои контингенты вооружённых сил.
Международные правозащитные организации Amnesty International и Human Rights Watch сообщают о гибели тысячи человек за два дня в резне, устроенной исламистами в ответ на нападения христианских патрулей. По данным организаций, бывшие повстанцы грабили и поджигали дома, несмотря на присутствие в Банги французского контингента и военных из стран Африканского Союза. Правозащитники призывают ООН расследовать то, что НКО считает военным преступлением и преступлением против человечности, которые совершаются в ЦАР ежедневно всеми вовлеченными в конфликт сторонами.
20 декабря отряды христианских ополченцев «Анти-балака» утром напали на два мусульманских района в городе Банги. В ходе завязавшегося боя был убит один из миротворцев — гражданин Чада. К месту боестолкновения были направлены дополнительные силы миротворческой группировки. Также, ещё вечером 19 декабря у одной из военных баз в окрестностях Банги завязался бой с применением тяжёлой артиллерии.
25 декабря в ходе боев в столице ЦАР, городе Банги погибло шестеро миротворцев из Чада. При каких именно обстоятельствах были убиты миротворцы, неизвестно. В Банги в этот день до поздней ночи шли ожесточённые бои. Согласно свидетельствам очевидцев, повстанцы-христиане атаковали отряды миротворцев из Чада, которых они подозревают в поддержке правящего мусульманского альянса «Селека». Дислоцированные в ЦАР французские войска вывели в район столичного аэропорта бронетехнику. Это сделано для защиты размещённой там базы, где располагаются иностранные миротворческие контингенты и укрывается несколько десятков тысяч беженцев. Повстанцы-христиане обвиняют миротворцев из преимущественно мусульманского Чада в поддержке правительственных войск. Подозрения, что миротворцы выступают на стороне мусульман, подкрепляются рядом инцидентов с участием военнослужащих из Чада. В нескольких случаях столкновения заканчивались смертью миротворцев. Марокко также готовится отправить в Центральноафриканскую республику своих солдат.

### 2014 год
Январь

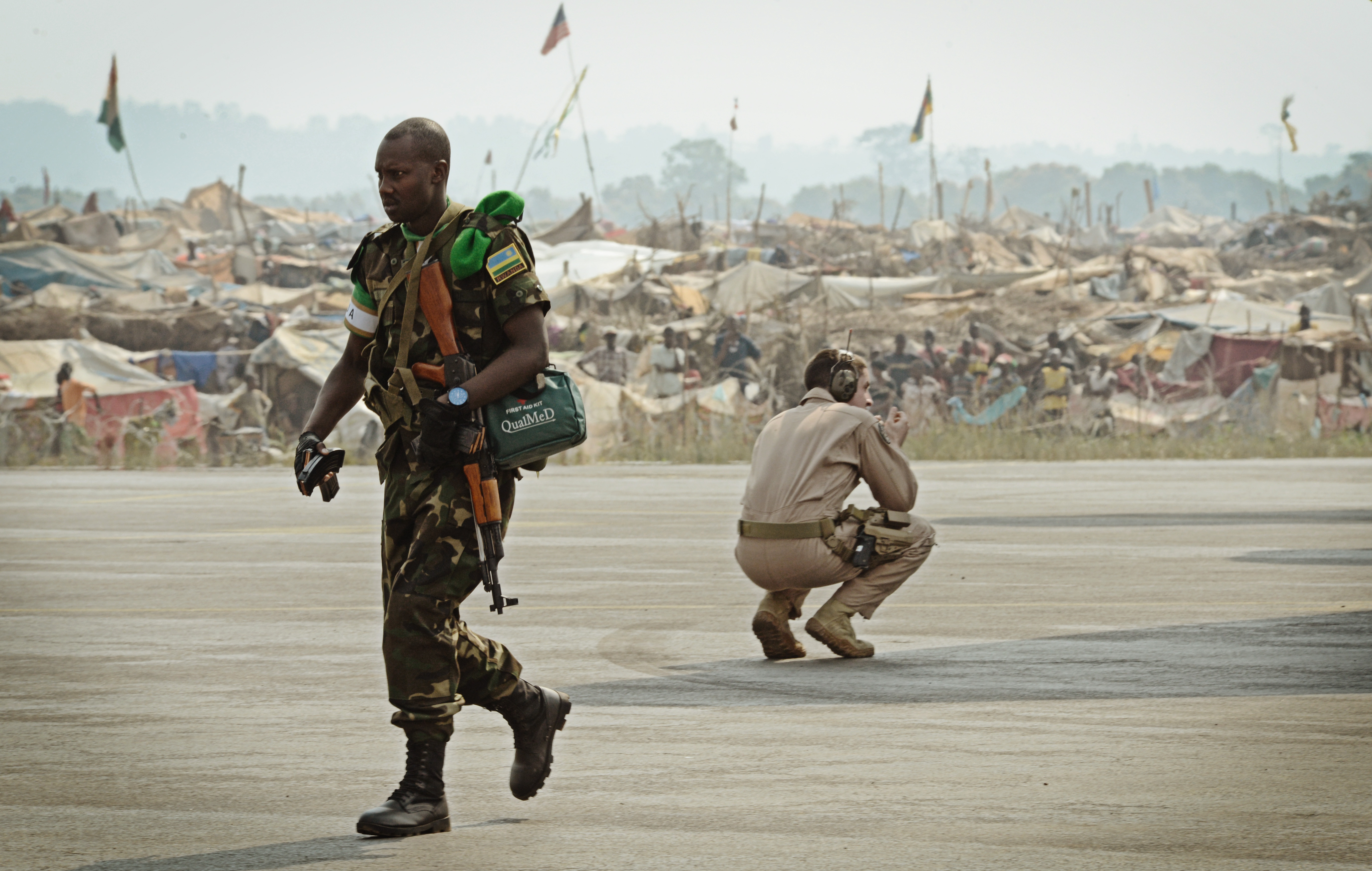
Солдат вооружённых сил Руанды у лагеря беженцев в аэропорту Банги, 14 января 2014

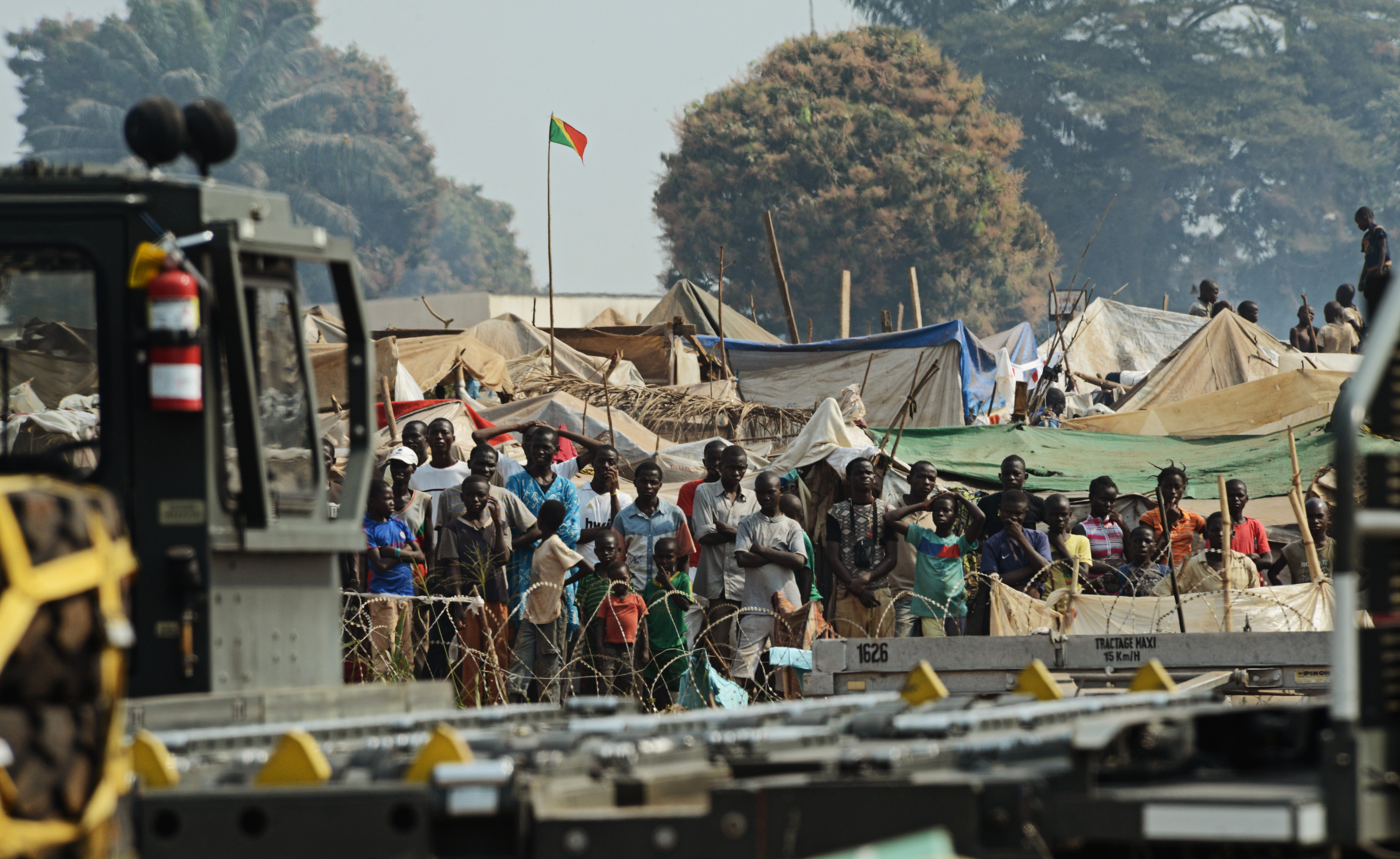
Лагерь беженцев у аэропорта в Банги, 19 января 2014

4 января гуманитарная организация «Врачи без границ» объявила о нападении на её миссию в лагере для беженцев в Банги, в результате чего погибли трое детей. По словам медиков, ситуация с безопасностью в крупнейшем лагере на 100 тысяч беженцев в последние дни резко ухудшилась. По словам представителя организации Линдис Хурум, беженцам не хватает воды и пищи. Согласно ООН, за последние 10 дней беженцами в ЦАР стали около 200 тысяч человек.
9 января президент ЦАР Мишель Джотодия впервые покинул страну, вылетев на специально зафрахтованном самолёте в столицу Чада Нджамену, в которой открывается саммит Экономического сообщества стран Центральной Африки (ЭКОЦАС). На нём обсуждались меры по восстановлению мира и стабильности в стране.
10 января было объявлено о том, что Мишель Джотодиа сложил с себя полномочия президента Центральноафриканской республики. Позже в отставку подал и премьер-министр ЦАР Николя Тиангэй. Как сообщается, к этому их вынудили лидеры стран Центральной Африки, собравшиеся на саммите ЭКОЦАС, а также Франция. Исполнять обязанности президента стал глава переходного совета Центральноафриканской республики Александр-Фердинанд Нгуенде
13 января появились сообщения о первом факте каннибализма: мужчина, представившийся как Оунджа Маглоир, отрезал ногу мусульманина, убитого разъярённой толпой, и съел сырую плоть. Человек, совершивший акт каннибализма рассказал, что таким образом он отомстил за то, что мусульмане убили его беременную жену, его родственницу и её ребёнка. Как рассказал Маглоир, он заметил мусульманина в автобусе. Вместе с другими пассажирами он решил расправиться с мужчиной. Толпа, состоящая преимущественно из христиан, потребовала у водителя остановиться, после чего мусульманина выволокли на улицу и стали избивать. В какой-то момент Маглоир облил мужчину бензином и поджег. Никто из толпы не помешал Маглоиру, когда он начал есть убитого. Наоборот, присутствовавшие подходили к нему, хлопали по плечу и хвалили. Убийство произошло на глазах миротворцев из Бурунди, одного из них вырвало. Военные разогнали толпу только после случая каннибализма.
С начала войны около 20 % населения страны и примерно половина жителей столицы — около 160 тысяч человек — бежали от насилия. Некоторые деревни полностью обезлюдели. Число убитых лишь за последний месяц составило около тысячи. ООН объявила ЦАР в состоянии гуманитарной катастрофы. Тем временем, глава переходного совета Центральноафриканской республики Александр-Фердинанд Нгуенде сообщил, что в стране наконец воцарился покой после нескольких недель ожесточённых столкновений. «Хаос закончился, мародерство и мстительные нападения остались позади», — заявил Нгуенде.
14 января был представлен доклад ООН, согласно которому, в ходе конфликта жертвами часто становились мирные жители. По данным экспертов организации, в декабре христианские активисты убили многих мусульман, среди которых были женщины и дети. В ответ на это мусульманские боевики начали убивать христиан, причём в ходе атак были убиты в том числе пациенты некоторых больниц. Доклад опубликован незадолго до начала срочного совещания Совета по правам человека ООН, на котором будет обсуждаться ситуация в ЦАР.
16 января Джон Гинг, директор департамента оперативной деятельности Управления ООН по координации гуманитарных вопросов, заявил, что в ЦАР существует угроза возникновения геноцида:
Все элементы того, что мы видели в Руанде или Боснии — налицо. Семена раздора уже посеяны. Вопрос в том, сумеем ли мы это предотвратить. Гуманитарный кризис, с которым мы столкнулись в ЦАР, является следствием того, что мировое сообщество игнорировало его причины. Ведь ситуация усугублялась с каждым годом. Сегодня надо понять, почему мы не попытались изменить положение в ЦАР, когда стало очевидно, что все катится под откос. Ведь гуманитарные учреждения били тревогу, а их не слушали. Да, на карте ЦАР существует, а на территории — нет государства. В политическом плане в стране развалены все институты, нет сектора здравоохранения, образования, социальных услуг. Все это привело к тому гуманитарному положению, в котором сегодня находятся жители ЦАР. А пока почти 950 тыс. жителей страны были вынуждены покинуть родные места. В стране совершаются внесудебные казни, процветает сексуальное насилие. Около 500 тыс. человек ютятся в аэропорту Банги, безопасность которого обеспечивают французские войска. Гуманитарные нужды населения соизмеримы с крупнейшими катастрофами последнего времени. Однако гуманитарный призыв был профинансирован всего на 6 %, так как средства доноров идут на более масштабные кризисы.
16 января Андрус Ансип, премьер-министр Эстонии, сообщил, что готов направить в Центральноафриканскую республику до 55 военных. Миссия должна будет начаться в феврале, военнослужащие будут дислоцированы на аэродроме в Банги, соответствующий проект будет представлен на утверждение в парламент. «В Центральноафриканской республике царствует хаос, лишь вмешательство Франции сдерживает геноцид. Бывают ситуации, когда только гуманитарной помощи не хватает, на месте нужно предоставить помощь в области безопасности» — сказал премьер-министр. Эстонские военные будут направлены в ЦАР в рамках миссии Евросоюза. Постоянные представители 28 стран ЕС приняли решение по поводу организации этой миссии 10 января.
19 января, в преддверии президентских выборов, вновь был отмечен рост насилия. 20 января переходный национальный совет выберет временного главу государства. Список кандидатов, возможно, превысит 20 человек. По мнению находящихся в стране африканских миротворцев, результаты выборов могут привести к дальнейшей эскалации насилия. В понедельник в Европейском Совете обсудят возможность введения в ЦАР вооружённых сил ЕС.
20 января министры иностранных дел стран-членов Евросоюза одобрили отправку в ЦАР военной миссии ЕС. Как сообщил министр иностранных дел Бельгии Дидье Рейндерс, «достигнуто соглашение о запуске операции в рамках Единой политики безопасности и обороны». По словам Рейндерса, командная роль в миссии будет принадлежать Франции, а Греция, являющаяся председателем ЕС, будет управлять операцией из своего военного штаба в городе Лариса. Численность миссии может достичь 500 человек. Они отправятся в ЦАР не раньше конца февраля и на срок от 4 до 6 месяцев. Предполагается, что солдаты будут обеспечивать безопасность в Банги. По всей видимости, в состав контингента войдут военнослужащие из Эстонии, Литвы, Словении, Финляндии, Бельгии, Польши и Швеции. Перед их отправкой в ЦАР миссию должен одобрить Совет безопасности ООН. Министры финансов ЕС решили выделить полмиллиарда долларов в качестве помощи ЦАР в 2014 году. Ожидается, что эти средства пойдут на гуманитарные проекты и преодоление последствий экономического коллапса.
20 января временным президентом Центральноафриканской республики была избрана Катрин Самба-Панза — мэр Банги. Её избрание приветствовали лидеры христианских отрядов ополчения «анти-балака».
27 января в Брюсселе от имени Инициативы коммунистических и рабочих партий было опубликовано «Заявление Секретариата Инициативы об империалистическом вмешательстве ЕС в Центральноафриканскую Республику», в котором говорится:
Секретариат европейской коммунистической «Инициативы» осуждает империалистическое военное вмешательство Франции, а также ЕС в Центральноафриканскую Республику, решение о котором было принято Советом министров иностранных дел ЕС. Это вмешательство знаменует усиление агрессивности ЕС с целью вторжения монополий на новые рынки, контроля над природными ресурсами и эксплуатации народов региона. Мы требуем немедленного прекращения любого вмешательства ЕС и НАТО в Центральноафриканскую Республику. Призываем народы Европы противостоять новому империалистическому вмешательству и осудить его.

По сообщению Красного Креста от 31 января, в Банги, в результате стычек мусульман и христиан за последние три дня было убито 35 человек, тела которых удалось собрать с улиц только к пятнице. Международный комитет Красного креста выразил крайнюю обеспокоенность беспрецедентным уровнем насилия в ЦАР.
Февраль
5 февраля толпа растерзала предполагаемого повстанца на призывном пункте армии в Банги. Толпа обвинила мужчину в том, что он якобы является бывшим повстанцем. Затем его ранили ножом, повалили на землю, начали бить ногами и забрасывать камнями. После того, как мужчина скончался, его тело проволокли по улицам. Убийство произошло после торжественной церемонии с участием президента ЦАР Катрин Самба-Панзы, состоявшейся на поле, где собрались тысячи солдат, чтобы вступить в ряды вооружённых сил. Мужчину растерзали, как только кортеж почётных гостей уехал.
6 февраля министр обороны Франции Жан-Ив Ле Дриан сообщил, что контингент вооружённых сил Франции может остаться в Центальноафриканской Республике на срок, превышающий изначально установленные шесть месяцев. Никаких решений ещё не принято, однако необходимость присутствия французской армии в ЦАР, по его словам, не пропала.
7 февраля в Банги толпа христиан растерзала мусульманина, когда он выпал из переполненного кузова грузовика, пытавшись вместе со своими единоверцами покинуть город, охваченный погромами на религиозной почве. Инцидент произошёл, когда колонна из десятков автобусов, грузовых и легковых машин, набитых беженцами, направлялась на север от столицы под оскорбления и крики рассерженных христиан, собравшихся на обочинах дороги. Мужчину зарубили при помощи мачете, а части тела убитого преступники бросили на дороге. Целые мусульманские кварталы опустели в Банги и ряде других городов. Международный уголовный суд заявил об открытии предварительного расследования возможных военных преступлений в ЦАР.
12 февраля организация Amnesty International заявила о заявила об «этнических чистках» в ЦАР. По данным правозащитников, с начала января 2014 года христианские отряды ополчения, «анти-балака», убили не менее 200 мусульман. Несколько сотен мусульман были вынуждены оставить свои дома. Нападения на мусульман происходят в основном на западе страны, и приобрели масштаб «этнической чистки». Члены христианских отрядов воспринимают мусульман как иностранцев и считают своей целью полное их выселение из страны.
13 февраля президент ЦАР Катрин Самба-Панза пригрозила «пойти войной» на христианские отряды «анти-балака», если те не прекратят нападать на мусульман. По её словам, христианские ополченцы утратили своё изначальное предназначение защитников и сами стали убийцами и грабителями.
16 февраля французские и африканские миротворцы провели обыски с изъятием оружия у жителей района Банги, где предположительно находится база христианских повстанцев, совершающих нападения на мусульман. Министр обороны Франции Жан-Ив Ле Дриан заявил, что военная операция в ЦАР продлится дольше, чем планировалось, поскольку, по его словам, уровень насилия и ненависти в стране оказался хуже, чем представлялось. Ранее, 14 февраля было сообщено о решении направить в ЦАР ещё 400 французских военнослужащих.
17 февраля президент ЦАР Катрин Самба-Панза обратилась к Франции с просьбой не выводить войска из страны до выборов, которые должны состояться в начале 2015 года. 25 февраля вопрос о том, должны ли 2 тысячи военнослужащих остаться в ЦАР дольше, чем планировалось, будет вынесен на голосование во французском парламенте.
20 февраля генеральный секретарь ООН Пан Ги Мун на выступлении в Совете Безопасности ООН заявил, что фактор времени имеет важнейшее значение для спасения народа ЦАР и призвал международное сообщество коллективными усилиями остановить убийства и добиться прекращения кошмара, в котором оказалась страна:
Кризис, который продолжает разворачиваться в Центральноафриканской Республике, является испытанием для всего международного сообщества. Ситуация в стране находится в повестке дня Совета Безопасности на протяжении многих лет. Но сегодняшняя чрезвычайная ситуация - иного масштаба. Это - огромное бедствие, которое лежит на совести человечества.
Генеральный секретарь ООН обратил внимание на фактическое разделение страны: с мусульманами в одной её части и христианами — в другой:
Это разделение закладывает семена для конфликтов и нестабильности на много лет вперед, может быть, на целые поколения.
Пан Ги Мун должен будет вскоре доложить Совету Безопасности о планировании миротворческой операции ООН в ЦАР. Сегодня он сказал, что этот процесс может занять несколько месяцев, а народ страны нуждается в помощи уже сегодня:
У народа ЦАР нет времени ждать месяцы. Международное сообщество должно действовать решительно и незамедлительно с тем, чтобы предотвратить дальнейшее ухудшение ситуации.
22 февраля парламент Грузии 106 голосами против одного дал согласие на участие роты Вооружённых сил Грузии в операции военной миссии Евросоюза в Центральноафриканской республике. С просьбой поддержать решение об отправке грузинских военных в ЦАР, — днём ранее обратился президент Грузии Георгий Маргвелашвили. Секретарь Совета Национальной безопасности Ирина Имерлишвили перед голосованием отметила, что миссия начнется с мая 2014 года и продлится шесть месяцев, сказав также, что:
У Грузии впервые появилась возможность принять участие в миротворческой операции, которая проводится под эгидой ЕС. Это важно для того, чтобы подчеркнуть, что Грузия – не только потребитель безопасности, но у Грузии есть способность внести свой вклад в укрепление международной безопасности.
28 февраля президент Франции Франсуа Олланд изъявил желание посетить ЦАР для встречи с французскими военными, задействованными в рамках операции по прекращению насилия в стране, с и. о. президента ЦАР Катрин Самба-Панза, и с лидерами религиозных общин страны.
28 февраля Представитель Управления Верховного комиссара ООН по делам беженцев Филипп Леклерк, только что вернувшийся из ЦАР, на брифинге в Женеве заявил, что гражданское население страны сталкивается с проявлениями жестокого насилия. По его мнению, для спасения жизни центральноафриканцев необходимо усилить международное присутствие в стране. Леклерк рассказал, что в наибольшей опасности находится мусульманское население, которое подвергается нападениям со стороны боевиков из отрядов «Антибалака»: «Всякий раз, когда боевики из Селеки терпят поражение и уходят из той или иной местности, антибалака действует по одному и тому же сценарию — сгоняет мусульман в какой-либо пункт и подвергает их насилию. Мусульманское население, спасая свою жизнь, бежит на север страны или в соседние государства».
Важный вклад в обеспечение безопасности в ЦАР вносит «Международная миссия под африканским руководством по поддержке в ЦАР» (АФИСМЦАР) и французские вооружённые силы. Однако, по словам Леклерка, этих сил недостаточно для обеспечения защиты гражданских лиц, и что крайне важно увеличить международное присутствие в ЦАР и, тем самым, спасти оказавшихся в опасности людей. Леклерк сказал, что нынешнее насилие напоминает ему то, что происходило во время балканских войн близ Горажде и Сребреницы в Боснии и Герцеговине в 1995 году. Он считает, что присутствие ООН на местах — эффективное средство спасения жизни людей.
Март
3 марта в докладе, направленном в Совет Безопасности генеральный секретарь ООН Пан Ги Мун рекомендовал разместить в ЦАР 10 тыс. военнослужащих и более 1,8 тысячи полицейских для восстановления порядка. Пан Ги Мун отметил, что на первых этапах миротворческая миссия сосредоточится на защите мирных граждан, по мере улучшения ситуации с обеспечением безопасности будет расширяться гражданский компонент миссии, в задачи которого будет входить участие в организации выборов.
24 марта сотрудники международной организации Красный крест обнаружили не менее 15 тел в бизнес-квартале Банги. По предварительным данным, эти люди были убиты не ранее 22 марта. В квартале ПК-5 находятся тысячи мусульман, скрывающихся там от христианских отрядов самообороны «Антибалака». 25 марта утром в этом районе снова звучали выстрелы. В середине марта Евросоюз пообещал выделить ЦАР 81 млн евро на здравоохранение, образование и обеспечение продовольственной безопасности.
28 марта в Банги было совершено нападение на похоронную процессию. Группа экстремистов бросила несколько гранат в толпу местных жителей, в результате чего 20 человек погибло, а 11 получили ранения. Министр общественной безопасности ЦАР Дэнис Вангао Кизимале сказал, что речь идет об «экстремистах, хорошо известных полиции», не уточнив, кто именно стоит за терактом.
30 марта, по заявлению представителя африканской миротворческой миссии в ЦАР, военнослужащие Чада убили восемь человек в Банги. Инцидент произошёл в субботу, когда военные «открыли огонь по жителям северного района Банги, убив восемь и ранив ещё несколько человек». Военные были направлены в Банги для оказания помощи в возвращении на родину своих соотечественников.
Апрель
1 апреля в заявлении пресс-службы Европейского совета отмечен старт военной операции в ЦАР, утверждённой 10 февраля и одобренной в середине марта Советом по иностранным делам. В заявлении говорится, что:
Совет сегодня запустил военную операцию ЕС в ЦАР, которая будет способствовать безопасности в стране, как ранее было одобрено резолюцией СБ ООН 2134.
Стоимость операции оценена почти в 26 млн евро. Операция продолжится около полугода с целью обеспечить безопасность в районе Банги и аэропорта и создать необходимые условия для оказания гуманитарной помощи. Руководить ей будет генерал-майор Филипп Понтиес.
3 апреля, по заявлению генерала Франциско Сориано, на востоке ЦАР начался третий этап военной операции «Sangaris», проводимой французским военным контингентом. Сориано, как руководитель операции сказал, что
Третий этап начался на этой неделе с развертывания дислокации на востоке ЦАР. Целью операции является восстановление авторитета государства и прекращение деятельности вооруженных банд, а также их последующее разоружение.
Первый этап заключался в установлении безопасности в Банги и обеспечении функционирования африканских военных сил в столичном регионе. В ходе второго этапа французские войска были переброшены на запад ЦАР с целью обеспечить безопасность «оси» Камерун-Банги, которая жизненно необходима для подъёма экономики в стране.
5 апреля в Банги во время своего необъявленного визита в страну, генеральный секретарь ООН Пан Ги Мун призвал лидеров ЦАР предотвратить угрозу нового геноцида в Африке:
Отсюда я еду прямо в Кигали, чтобы почтить память 20-летия геноцида в Руанде. Ваша ответственность, как лидеров, гарантировать, что нам никогда не потребуется отмечать такую годовщину в ЦАР.
9 апреля полиция ЦАР сообщила о как минимум 30 погибших и десяти раненых в результате столкновений между группами христиан и мусульман в городе Декоа в провинции Кемо. Кровопролитие началось после того как местные ополченцы-христиане атаковали городские районы, занятые членами исламистской группировки «Селека». Тем временем французская военная полиция, являющаяся частью военного контингента Евросоюза в ЦАР, приступила к патрулированию улиц Банги.
9 апреля первые военнослужащие контингента сил Евросоюза — EUFOR RCA (European Union Operation in Central African Republic) — прибыли в столицу ЦАР Банги для осуществления миротворческой миссии, включающей обеспечение порядка и обучение местной полиции. Отряд из 55 миротворцев приступил к патрулированию улиц Банги.
10 апреля Совет безопасности ООН единосгласно одобрил принятие резолюции, позволяющей разместить в ЦАР контингент миротворческих сил ООН. Войска MINUSCA будут составлять 12 тыс. человек из 10 тысяч военных, 1,8 тысячи полицейских и 20 представителей исправительных учреждений. Также Совет безопасности одобрил дополнительное размещение французских военных в ЦАР в качестве поддержки миротворцев ООН. В настоящее время там находятся около 2 тысяч французских военнослужащих и почти 6 тысяч миротворцев Африканского союза. Совет безопасности попросил генерального секретаря ООН Пан Ги Муна «набрать квалифицированных сотрудников, имеющих необходимые деловые качества, образование, опыт работы и знание языков». В задачи MINUSCA войдут защита гражданского населения от физического насилия, поддержка переходного правительства ЦАР в сохранении государственной власти и разоружении бандформирований, помощь в подготовке к выборам и оказании гуманитарной помощи нуждающимся.
21 апреля более 90 мусульман были эвакуированы под конвоем ООН из Банги в город Бамбари. Семьи проживали в северном квартале Банги и регулярно подвергались нападениям. В городе Карно, расположенном в 500 километрах от Банги, церковь приютила до 900 беженцев-мусульман. Большинство из них ждут возможности переправиться в Камерун.
27 апреля группа из 1200 мусульман, одних из последних остававшихся в столице, под охраной французских и африканских миротворцев, на 18 грузовиках покинула Банги и направилась на север страны.
26 апреля в населенном пункте Нанга Богуила, в 450 километрах к северу от Банги в результате вооружённого нападения неизвестных на клинику, где находились представители местных общин, погибли 22 человека, в том числе трое врачей организации «Врачи без границ» и 15 руководителей общин.
Май
5 мая в международной гуманитарной организации «Врачи без границ» объявили о приостановлении деятельности в ЦАР на неделю за исключением неотложной помощи, призвав переходное правительство и все противоборствующие стороны немедленно осудить убийства врачей и пресечь ежедневные нападения на беззащитные слои населения:
За двенадцать месяцев «Врачей без границ» атаковали 115 раз в различных районах страны. Это вынуждает нас предпринять ответные шаги, чтобы не случилось ещё хуже и не пришлось принимать более радикальных мер.
Остановка работы может повлиять на работу сотрудников организации в Камеруне, Чаде и ДР Конго.
6 мая в 450 километрах к северо-востоку от Банги французские военные уничтожили несколько десятков повстанцев, располагавшими тяжёлыми видами вооружений.
7 мая выступая на пресс-конференции в столице Чада Нджамене, Координатор чрезвычайной помощи ООН Валери Амос сказала, что международное сообщество поможет Чаду справиться с наплывом беженцев из Судана и ЦАР. Амос провела встречи с президентом, премьер-министром и членами правительства, сотрудниками работающих в Чаде учреждений ООН, с представителями партнёрских организаций, а также ряда стран-доноров. Она побывала в транзитном центре для перемещенных лиц в Гауи, а во второй половине дня посетила регион Канем, где население сталкивается с серьёзной нехваткой продовольствия.
Прибывшая с визитом в Банги, еврокомиссар по вопросам гуманитарной помощи Кристалина Георгиева сказала, что конфликт между религиозными общинами нужно остановить, и что над ЦАР нависла угроза геноцида:
Риск геноцида очевиден. Все это время мы видели убийства как результат бандитизма, а не намерения убивать людей других религий. Но если этот бандитизм сейчас не остановить, если это так будет продолжаться, то приведет к исходу меньшинств, а ЦАР попадет в черный список стран, допустивших у себя геноцид.
9 мая пехотное подразделение Сил обороны Эстонии, в количестве 45 человек, отправилось в ЦАР для участия в миссии Евросоюза EUFOR по обеспечению мира в африканской республике. На авиабазе Эмари под Таллином прошла церемония с участием премьер-министра Эстонии Таави Рыйваса, посла Франции в Эстонии Мишель Райнер, командующего сухопутными войсками полковника Артура Тиганика. Рыйвас сказал, что:
Безопасность Эстонии основана на принципах солидарности и партнёрства. Мы разделяем ответственность за международную безопасность, внося свой вклад в различные миссии в горячих точках. В то же время, мы можем быть уверены, что союзники по НАТО без колебаний окажут помощь и нам.
10 мая ООН ввела санкции против бывшего президента ЦАР Франсуа Бозизе, лидера мусульманской группировки «Селека» Нуреддина Адама и координатора христианского ополчения Леви Якете, предусматривающие блокировку счетов и запрет на перемещения.
10 мая вооружённые люди из группировки «Селека» захватили в центре страны деревню Диссику, расположенную в районе города Кага-Бандоро. Устроили облаву на жителей, в результате чего загнали 13 человек в один из домов и подожгли его, забаррикадировав окна и двери. Все люди были сожжены заживо и погибли.
13 мая пресс-секретарь Белого дома Джей Карни сообщил о введении санкций против бывших президентов ЦАР Франсуа Бозизе и Мишеля Джотодии, бывшего лидера коалиции «Селека» Нуреддина Адама и главы отрядов христианской милиции «Антибалака» Леви Якете.
13 мая президент Франции Франсуа Олланд в коммюнике сообщил, что в ЦАР погибла 26-летняя французская журналистка Камиль Лепаж, подчеркнув, что Париж «потрясён» и «приложит все усилия, чтобы выяснить обстоятельства этого убийства». Тело Лепаж было найдено 13 мая вместе с четырьмя другими трупами французским патрулем, проверившим грузовик, в которой находились лица, подозреваемые в участии в вооружённой христианской группировке в районе Буар на западе ЦАР, откуда журналистка передавала репортажи. Было задержано десять человек. Совет Безопасности ООН осудил убийство в своём заявлении:
Члены Совета Безопасности подчеркнули, что виновные в этом убийстве должны быть привлечены к ответу. Члены Совета Безопасности напомнили, что в соответствии с международным гуманитарным правом журналисты, профессионалы средств массовой информации и их персонал, выполняющие опасные профессиональные задания в районах вооружённых конфликтов, в целом являются гражданскими лицами и должны уважаться и быть защищёнными.
15 мая в районе Декоа в центральной части ЦАР в результате столкновений вооружённых формирований мусульман «Селека» и христиан «Антибалака» погибли более 10 человек. Многие участники столкновений получили ранения.
28 мая неизвестные, предположительно боевики группировки «Селека», бросили гранаты и открыли беспорядочную стрельбу в церкви Нотр-Дам-де-Фатима в Банги, в которой укрывались беженцы-христиане. Пресс-секретарь управления Верховного комиссара ООН по делам беженцев (УВКБ) Фатумата Лежен-Каба сказал, что «нападавшие, прибывшие днём на пикапах, бросили несколько гранат внутрь церкви, после чего открыли по людям огонь из стрелкового оружия», в результате чего число жертв составило 17 человек, среди которых дети и священник, а 27 человек нападавшие увезли в неизвестном направлении. В организации теракта в церкви Нотр-Дам-де-Фатима обвиняется Доминик Кристоф, (известен также как Альфа или Мартин), руководитель одной из французских ЧВК, связанный с «Селека».
В общей сложности на территории церкви убежище нашли 9 тыс. внутренне перемещенных лиц, но после атаки церковь опустела. В общем, в Банги число внутренних переселенцев достигло 132 тыс. человек. Из 43 мест, обустроенных для их размещения в столице, 32 — религиозные учреждения.
Всего в стране число внутренне перемещённых лиц достигло 552 тысяч человек; ещё 121 тысяч человек бежали из ЦАР и нашли убежище в Камеруне, Чаде, Конго и ДР Конго.
30 мая на рассвете в Банги армия и полиция стрельбой в воздух разогнали демонстрантов, требовавших отставки переходного правительства национального единства и вывода иностранных войск. Манифестанты располагались на улицах Банги и территории международного аэропорта, а также пытались пробраться в центр города к президентскому дворцу. До этого волнения не утихали несколько дней, были возведены баррикады, то и дело вспыхивали стычки между местной молодёжью и иностранными военнослужащими. В тот же день миротворцы из Бурунди открыли огонь по толпе, грубо требовавшей от них покинуть страну, в результате чего погибли два человека.
Июнь
2 июня в правозащитной организации «Human Rights Watch» сообщили, что миротворцы Африканского союза из Конго в марте заключили под стражу 11 мужчин и женщин после того, как христианские ополченцы «анти-балака» убили одного военнослужащего из конголезского миротворческого контингента. О судьбе похищенных до сих ничего не известно, а местные власти боятся расследовать исчезновения людей, так как военные из Конго известны своей жестокостью. В Африканском союзе сообщили, что по этому факту идёт разбирательство.
4 июня временное правительство ЦАР наложило на несколько дней временный запрет на отправку СМС-сообщений в стране «из соображений безопасности» с целью восстановить мир после многих месяцев межэтнического и межконфессионального насилия, так как несколько дней назад демонстранты запустили массовую кампанию с рассылкой текстовых сообщений, призывающих ко всеобщей забастовке в Банги и отставке правительства. Все пользователи сотовых телефонов, желающие отправить сообщение, получают уведомление на французском языке: «СМС не разрешены».
23 июня в результате нападения христианских боевиков «Антибалака» на мусульманскую деревню у города Бамбари были убиты 17 человек. Две недели назад около 20 человек были убиты в столкновениях между христианскими боевиками и мусульманскими повстанцами.
Июль
24 июля между мусульманской коалицией «Селека» и христианским ополчением «Антибалака» в столице Республики Конго Браззавиле было подписано соглашение о перемирии.
Октябрь
15 октября в городе Банги возобновились столкновения между мусульманами и христианами. Жертвами стычек стали по меньшей мере пять человек. Вспышка насилия произошла после того, как христианское ополчение Анти-балака потребовало от временного президента Катрин Самба-Панза уйти в отставку в течение 48 часов.

### 2015 год
10 мая 2015 года представители десяти вооруженных группировок, действующих на территории ЦАР, подписали соглашение о разоружении, отказе от вооруженных столкновений как политических средств и вступлении в процесс разоружения, демобилизации, реинтеграции и репатриации.

### 2016 год
В феврале 2016 года на президентских выборах победил ректор столичного университета Фостен-Арканж Туадера.
13 октября члены группы мятежников «Селека» напали на северный город в Центральноафриканской Республике. Погибли по меньшей мере 13 гражданских лиц и ранен ещё 41 человек.
21 ноября конфликт разгорелся вновь: по сообщению Рейтер в результате столкновения группировок «Народного фронта возрождения Центрально-Африканской Республики» и «Союза Центральной Африки» в городе Бриа не менее 16 человек погибли, а более 10 тысяч стали беженцами.

### 2017 год
19 июня 2017 года правительство ЦАР и 13 из 14 действовавших в стране вооруженных группировок подписали в Риме соглашение о перемирии. Правительство ЦАР обязалось обеспечить участие группировок на всех уровнях политической арены, а они обязались гарантировать свободное передвижение людей и товаров.
Несмотря на это, 20 июня 2017 года не менее 40 человек погибли и десятки получили ранения в результате столкновений между группировками «Селека» и «Антибалака».

### 2018 год
В марте 2018 года в ЦАР были направлены пять российских военных и 170 российских гражданских инструкторов для подготовки местных военнослужащих. Россия также начала в ЦАР реализацию поисковых горнорудных концессий.
Российские военные специалисты успешно участвуют в мирном урегулировании: действует российский «военный центр обучения и подготовки» в Беренго, на территории бывшего дворца императора Бокассы — оружие предоставлено бесплатно, а российские советники (порядка 500 чел.; (ЧВК Вагнер)) в кратчайшие сроки научили 1,3 тыс. местных солдат с ним обращаться (министр обороны и развития армии ЦАР госпожа Мари-Ноель Койяра подчеркнула «особую роль» России в политическом урегулировании конфликта в стране и не исключила возможности размещения в Центральноафриканской Республике российской военной базы).
30 июля 2018 года, через два дня после прибытия в ЦАР были убиты независимые российские журналисты при неясных обстоятельствах (Орхан Джемаль, Александр Расторгуев и Кирилл Радченко). Журналисты планировали снять документальный фильм-расследование о деятельности ЧВК Вагнера.
28 августа 2018 года в Хартуме по инициативе России и при поддержке президента Судана Омара аль-Башира прошли консультации между лидерами групп «Антибалака» и «Селека». Они договорились создать Центральноафриканское объединение — общую платформу для консультаций и действий для реального и устойчивого мира в ЦАР. В принятой по итогам встречи декларации содержится призыв к властям страны начать работу по примирению при содействии России, ЕС, региональных и международных организаций.
В декабре 2018 года Патрис-Эдуар Нгаиссона, возглавляющий «Антибалака», был арестован на территории Франции по запросу Международного уголовного суда (МУС). В январе 2019 власти Франции экстрадировали его в Гаагу под юрисдикцию МУС, «в связи с преступлениями против человечности и военными преступлениями, которые он, как предполагается, совершил в ЦАР».

### 2019 год
15 апреля президент России Владимир Путин подписал распоряжение о направлении до 30 военнослужащих в состав миссии ООН по стабилизации ситуации в Центральноафриканской республике.
14 сентября в Центральноафриканской республике в междоусобных боях погибли 23 боевика.
18 сентября в ЦАР в столкновениях вооруженных группировок погибли 38 человек.
25 октября президент ЦАР попросил Россию о дополнительных поставках вооружений. Путин напомнил, что Россия не только поставила оружие в ЦАР, но и направила инструкторов, которые обучают военнослужащих обращению с оружием. Центральноафриканская Республика продолжает рассматривать вопрос о создании в стране русской военной базы.
26 декабря по меньшей мере 30 человек погибли при столкновениях в столице Центральноафриканской республики городе Банги.

### 2020 год
28 января около 50 человек погибли в столкновениях за контроль над городом Бриа.
31 января Центральноафриканская республика направила обращение в Министерство обороны России с просьбой отправить в страну третью партию вооружений.
30 апреля в городе Нделе в ходе вооруженных столкновений между группировками Патриотического объединения за возрождение ЦАР (RPRC, проправительственная партия) и Народного фронта возрождения ЦАР (FPRC, сторонники возрождения султаната Дар-эль-Кути) погибли более 50 человек.
21 июня террористы напали на колонну правительственных и миротворческих сил в районе коммуны Бессон на северо-западе страны. В результате боя погибли два военнослужащих ЦАР, ещё трое были ранены.
4 июля центральноафриканская группировка «3R» официально опровергла слухи о смерти своего лидера Абаса Сидики в боях с вооруженными силами ЦАР и миротворцами МИНУСКА в супрефектуре Куи. Сообщения об уничтожении лидера «3R» начали распространяться в социальных сетях после совместной операции вооруженных сил ЦАР (FACA) и миротворческой миссии ООН в период с 29 по 30 июня в районе Куи на северо-западе ЦАР. Пресс-секретарь МИНУСКА Владимир Монтейро во время еженедельного брифинга заявил, что в ходе боев был захвачен пикап боевиков с тяжелым пулемётом, два мотоцикла, различное вооружение и боеприпасы. После нападения террористов на колонну правительственных и миротворческих сил в районе коммуны Бессон президент ЦАР Фостен Арканж Туадера выразил соболезнования родным и близким погибших, а руководство МИНУСКА объявило о начале крупной операции против террористов, которая и стала источником слухов об уничтожении Абаса Сидики в районе Куи.
19 декабря было сообщено, что группировке повстанцев «Коалиция патриотов за перемены» удалось взять под контроль город Мбаики. Сама «Коалиция патриотов за перемены» была сформирована 18 декабря, чтобы препятствовать проведению в ЦАР президентских и парламентских выборов. Возглавил коалицию бывший президент ЦАР Франсуа Бозизе. По заявлению наблюдателей ООН первый тур выборов состоялся в указанный срок и отметили успех властей в организации.
21 декабря представитель правительства ЦАР заявил, что Россия перебросила в страну несколько сотен военнослужащих с тяжелым вооружением. По его словам, также несколько сотен военных в страну направила Руанда. Заместитель министра иностранных дел России Михаил Богданов не стал называть происходящее отправкой в ЦАР российских войск, а сообщил, что российские инструкторы работают в республике по просьбе легитимных властей ЦАР, по соглашению о подготовке кадров, и подчеркнул «Военных мы не посылаем, мы же соблюдаем все требования, которые закреплены в резолюциях ООН». Российский посол в ЦАР Владимир Титоренко также опроверг отправку «сотен» российских военнослужащих в ЦАР, сообщив что в этой стране находятся 5 сотрудников представительства министерства обороны РФ при министерстве обороны ЦАР в Банги, 14 российских офицеров в составе миротворческой миссии ООН-МООНСЦАР и также здесь работают инструкторы на ротационной основе, которые обучают бойцов армии ЦАР. 22 декабря МИД России сообщил, что Россия направила в Центральноафриканскую Республику дополнительно 300 военных инструкторов для обучения военнослужащих национальной армии и оказания содействия в укреплении обороноспособности ЦАР в ответ на просьбу руководства ЦАР. И соответствующее уведомление было передано российской стороной в комитет Совета Безопасности ООН 2127 по санкциям в отношении ЦАР.

### 2021 год
3 января антиправительственная «Коалиция патриотов за перемены» попыталась захватить город Бангасу. Бой продолжался несколько часов, после чего отряды вошли в город. При этом часть населения города бежала на территорию ДР Конго. В этот же день силы Многопрофильной комплексной миссии ООН по стабилизации в ЦАР (МИНУСКА) выбили бойцов «коалиции» и приступили к патрулированию улиц. При этом было убито пять боевиков и шестеро ранены.
21 января в ЦАР введено чрезвычайное положение сроком на 15 дней в связи с обострением внутренней ситуации. К 25 января правительственные войска ЦАР при поддержке миротворцев ООН из МИНУСКА, во время своего наступления, ликвидировали около населенного пункта Бояли (90 км к северо-западу от Банги) не менее 44 боевиков из «Коалиции патриотов за перемены», включая наемников из Чада и Судана ещё 3 взяты в плен. Также сообщается, что в столице ощущается нехватка ряда товаров, так как боевики перекрыли ряд транспортных путей к северу и западу от Банги.
4 февраля войска ЦАР при поддержке союзников отбили у повстанцев и взяли под полный контроль город Боссембеле, где находилась ставка «Коалиции патриотов за перемены» и развернуты наиболее боеспособные части повстанцев. Этот город является стратегически важным, так как он находится на трассе, через которую идёт снабжение столицы с глубоководными портами Камеруна.
13 марта Совет Безопасности ООН проголосовал за продление мандата миротворческой миссии в ЦАР (MINUSCA) с увеличением её состава на 2750 военнослужащих и 940 полицейских. На 1 марта 2021 года численность миротворцев MINUSCA составляла 14 293 человека, включая 12 870 военнослужащих из более чем 10 стран. В составе миссии также находятся 2080 полицейских из разных стран.
19 марта после упорных боёв, начавшихся 17 марта, правительственными войсками при содействии миротворческой миссии с применением тяжёлых видов вооружений удалось восстановить контроль над городом Нанга-Богила (префектура Ухам). Данная наступательная операция правительственных сил проводилась для восстановления контроля над трассой соединяющей территорию ЦАР с Чадом. Всего с начала 2021 года в рамках стратегической наступательной операции на важнейшие центры, уже были освобождены ключевые города на западе, севере и востоке от Банги: Босангоа, Иппи, Буар, Боссембеле, Баоро, Бода, Ялоке, Бабуа, Мбаики, Белоко, Пауа.
23 июня президент Фостен-Арканж Туадера, в рамках назначения нового правительства, подписал указ о назначении на пост министра национальной обороны и реконструкции армии Клода Рамо Биро.
30 июня боевики «Союза за мир в ЦАР» предприняли атаку на контрольно-пропускные пункты и лагеря правительственных сил в районе города Алиндао. При этом было убито, по меньшей мере, 7 человек.